# Vendita all'asta
Vendita all'asta (titolo originale in francese Vente à la bougie), tradotto in italiano anche col titolo Ricostruire un delitto, è un racconto dello scrittore belga Georges Simenon con protagonista il personaggio del commissario Maigret.
Venne scritto a Nieul-sur-Mer, vicino a La Rochelle, nella Charente Marittima, nel 1939. Ivi Simenon aveva comprato una casa nel 1938, dove passò assieme alla moglie Régine Renchon, detta Tigy, gli anni della Seconda Guerra Mondiale. Dapprima il racconto apparve in due puntate sulla rivista "Sept jours", nei numeri 29 e 30, del 20 e 27 aprile 1941. Nel 1950 fu pubblicato nella raccolta di racconti Les Petits Cochons sans queue, come settima storia, presso l'editore Presses de la Cité.

## Trama
Il 14 gennaio, in una locanda di Pont-du-Grau, giungono alcuni contadini arrivati per tentare di aggiudicarsi, attraverso una particolare forma di vendita all'asta, denominata "ventes à la bougie", un’ampia azienda agricola. Uno dei potenziali acquirenti, Borchain, è abbastanza imprudente da mostrare il proprio portafoglio pieno di banconote. La notte successiva, in una stanza della locanda, egli viene trovato cadavere, pugnalato nel suo letto. Maigret, che a quel tempo dirige la Brigata mobile di Nantes, inizia subito a interrogare gli ospiti della locanda per risolvere il misterioso delitto.

## Adattamenti

### Televisione
- Episodio dal titolo Maigret et la vente à la bougie, facente parte della serie televisiva Il commissario Maigret per la regia di Pierre Granier-Deferre, trasmesso per la prima volta il 16 giugno 1995, con Bruno Cremer nel ruolo del commissario Maigret.

## Edizioni italiane
- Ricostruire un delitto, trad. di Anna Ferraris, in Ellery Queen, La poltrona n.30, in Appendice anche l'Album di Simenon col decalogo dello scrittore, Collana I Capolavori dei Gialli Mondadori n°110, Milano, Mondadori, 11 gennaio 1959.
- in L'innamorato della signora Maigret, trad. di Elena Cantini, Collana Le inchieste del commissario Maigret n°25, Milano, Mondadori, 1967;[2] Collana Oscar n°1436 (o G 81), Mondadori, 1981.
- in Tutte le opere di Georges Simenon. Vol. IV, trad. di Elena Cantini, Milano, Mondadori, 1968.
- in Ellery Queen presenta Autunno Giallo 1977, trad. di Gian Franco Orsi, Milano, Mondadori, 1977; in Sorrisi e Canzoni TV, estate 1981.
- Vendita all'asta, in  Minacce di morte e altri racconti, traduzione di Marina Di Leo, Collana gli Adelphi. Le inchieste di Maigret nº 454, Milano, Adelphi, 2014, ISBN 978-88-459-2879-6.